# 我在故宫修文物
我在故宫修文物，2016年播出的一部三集纪录片，由故宫博物院、杭州潜影文化创意有限公司、环球智达科技（北京）有限公司和文津时代文化创意（北京）股份有限公司联合出品，由清华大学新闻与传播学院清影工作室和杭州潜影文化创意有限公司制作。

## 同名书籍
萧寒主编、绿妖撰稿、严明摄影的同名书籍《我在故宫修文物》于2017年1月由新经典文化及广西师范大学出版社出版。